# Thainycteris aureocollaris
Thainycteris aureocollaris — вид ссавців родини лиликових. 

## Проживання, поведінка
Мешкає в Лаосі, В'єтнамі і Таїланді. Пов'язаний, ймовірно, з пагорбами і з гірськими районами в первинних і помірно порушених лісах. 